# Camillus (New York, város)
Camillus város az USA New York államában, Onondaga megyében. Lakosainak száma 25 346 fő (2020. április 1.).

## Népesség
A település népességének változása:

| 2010 | 24 167 |
| 2020 | 25 346 |